# Гольцгерлінген
Гольцгерлінген (нім. Holzgerlingen) — місто в Німеччині, знаходиться в землі Баден-Вюртемберг. Підпорядковується адміністративному округу Штутгарт. Входить до складу району Беблінген.
Площа — 13,39 км2. Населення становить 13 258 ос. (станом на 31 грудня 2020).